# Cicurina jonesi
Cicurina jonesi là một loài nhện trong họ Dictynidae.
Loài này thuộc chi Cicurina. Cicurina jonesi được Ralph Vary Chamberlin & Wilton Ivie miêu tả năm 1940.